# Martine Desjardins (écrivaine)
Pour les articles homonymes, voir Martine Desjardins.
Martine Desjardins, née à Mont-Royal en 1957, est une écrivaine québécoise.

## Biographie

### Journaliste
Après des études de russe, d’italien et de littérature comparée, elle travaille pour divers magazines, dont Clin d'œil, Elle Québec et L’Actualité.
Pendant une décennie, de 2007 à 2017, elle tient la chronique « Livres » / « La vitrine du livre » pour le magazine L’Actualité.

### Romancière
Elle retient l'attention en 1997 à la parution de son premier roman intitulé Le Cercle de Clara,.
Elle est lauréate du prix Ringuet 2006 pour L’Évocation, paru 2005.
Elle obtient un succès critique et public avec son roman fantastique Maleficium (2009) qui remporte le prix Jacques-Brossard de la science-fiction et du fantastique, honneur également reçu pour La Chambre verte (2016).
Son deuxième roman, L’élu du hasard, est tout aussi bien reçu par la critique,.
Selon la journaliste du Devoir Manon Dumais, Desjardins, avec son roman Méduse (2020) « crée un fascinant univers évoquant les romans gothiques victoriens et les plus cruels contes de fées, où elle relate le destin d’une héroïne atypique qui refuse son statut de victime sitôt qu’elle découvre son pouvoir sur les hommes. »
Elle est membre du jury du Prix Hervé-Foulon.

## Œuvre

### Romans
- Le Cercle de Clara, Montréal, Leméac, 1997, 212 p.  (ISBN 2760918181 et 9782760918184) ; réédition, Montréal, Bibliothèque québécoise, 2004, 199 p.  (ISBN 2894062443 et 9782894062449) et Montréal, éditions Alto, 2012,  (ISBN 9782923550978); Traduit en anglais par David Homel sous le titre Fairy Ring, paru aux éditions Talonbooks, 2012,
- L’élu du hasard, Montréal, Leméac, 2003, 158 p.  (ISBN 9782760932555) ; réédition, Montréal, éditions Alto, 2012,  (ISBN 9782923550961); Traduit en anglais par David Homel sous le titre All that Glitters, Vancouver, Talonbooks, 2005, 157 p.  (ISBN 0889225206 et 9780889225206)
- L’évocation, Montréal, Leméac, 2005, 169 p.  (ISBN 2760932729) et 9782760932722 ; réédition, Montréal, éditions Alto, 2012, 203 p.  (ISBN 9782896940738) ; Traduit en anglais par David Homel sous le titre A Covenant of Salt, paru aux éditions Talonbooks, Vancouver, 2012, 158 p.  (ISBN 978-0-88922-566-4) ; publié en France en 2016 sous le titre L'alliance de sel, Phébus, 156 p.  (ISBN 9782752908919)
- Maleficium, Montréal, éditions Alto, 2009, 187 p.  (ISBN 9782923550275) ; Traduit en anglais par David Homel sous le titre Maleficium, paru aux éditions Talonbooks, 2012, 140 p.  (ISBN 978-0-88922-680-7) ; publié en France chez Phébus en 2012, 167 p.
- La Chambre verte, Montréal, éditions Alto, 2016, 261 p.  (ISBN 9782896943753)
- Méduse, Montréal, éditions Alto, 2020, 210 p.  (ISBN 2896944702 et 9782896944705)
- Le revenant de Rigaud, Québec, Éditions Alto, 2021, 30 p. (ISBN 9782896945313)
- Le temps des sucres, Québec, Éditions Alto, 2025, 152 p. (ISBN 9782896946853)

### Nouvelle
- « Grotto », nouvelle, parue dans On a tous les jours cinq ans, recueil de nouvelles, Montréal, éditions Alto, 2010, 24 p.  (ISBN 978-2-923550-38-1)

## Prix et honneurs
- 1998 - Finaliste au Prix littéraire du Québec, Le Cercle de Clara[9]
- 1998 - Finaliste au Grand prix des lectrices de Elle Québec, Le Cercle de Clara
- 2004 - Finaliste Prix Ringuet pour L'élu du hasard[10]
- 2006 - Lauréate Prix Ringuet, L'évocation
- 2010 - Lauréate Prix Jacques-Brossard de la science-fiction et du fantastique, Maleficium
- 2010 - Finaliste Grand prix littéraire Archambault, Maleficium[11]
- 2010 - Finaliste Prix des cinq continents de la Francophonie, Maleficium
- 2010 - Finaliste Prix littéraire du Gouverneur général, Maleficium
- 2010 - Finaliste Prix France-Québec, Maleficium
- 2010 - Finaliste Prix des libraires du Québec, Maleficium
- 2017 - Lauréate Prix Jacques-Brossard de la science-fiction et du fantastique, La Chambre verte

- 2021 - Finaliste (préliminaire) Prix des libraires du Québec, catégorie Roman-Nouvelles-Récit pour Méduse[12]

- 2024 - Lauréate Prix Libr'à Nous, catégorie « Imaginaire » pour Méduse[13]